# 龍角寺 (栄町)
龍角寺（りゅうかくじ）は千葉県印旛郡栄町の大字名。2013年4月1日現在の人口は229人。郵便番号は270-1506。

## 地理
利根川と印旛沼に挟まれた台地上に位置する。地名の由来は、和銅2年開創と伝える龍角寺に寺院名による。
北は麻生、東は竜角寺台、南東は成田市上福田、南は成田市大竹、西は酒直、北西は須賀に接する。

## 小字
- 台内（だいうち）
- 新房（にいぼう）
- 五斗蒔（ごとまき）
- 円城寺（えんじょうじ）
- 釜神（かまかみ）
- 東（ひがし）
- 敷内（しきうち）
- 大畑（おおはた）
- 池上（いけあがり）
- 五丹歩（ごたんぶ）
- 前原（まえはら）
- 尾上（おがみ）
- 谷田川（やたがわ）
- 長作（ながさく）
- 鍬替（くわがえ）
- 四斗蒔（よんとまき）
- 三斗蒔（さんとまき）
- 池下（いけした）

## 歴史
戦国期には龍角寺郷として見える。江戸期は龍角寺村であり、はじめは佐倉藩領、享保8年から淀藩領に所属していた。村高は「元禄郷帳」「天保郷帳」「旧高旧領」ともに521石余。なお「旧高旧領」には龍角寺領20石が見える。
龍ケ崎市の地名の由来は諸説あるが、沼の主である龍が女に化けて現れ、雨を降らせ大雨が降り人々は助かったが、七日後、巨大な龍の体が三つに裂け、天から降ってきた。頭部・胴体・尾それぞれが落ちた場所にその後、「龍角寺」(千葉県印旛郡栄町)、「竜腹寺」(千葉県印西市)、「龍尾寺」(千葉県匝瑳市)が建てられたとされる。

### 年表
- 1875年（明治6年） - 千葉県に所属。
- 1878年（明治11年） - 下埴生郡に所属。
- 1889年（明治22年）4月1日 - 町村制施行し安食村、北辺田村、龍角寺村、酒直村、矢口村、須賀村、麻生村の7村と安食卜杭新田飛地が合併。下埴生郡境村が発足。境村大字龍角寺になる。
- 1892年（明治25年）12月28日 - 境村が安食町（あじきまち）に町制施行改称。安食町大字龍角寺になる。
- 1897年（明治30年）4月1日 - 下埴生郡が印旛郡に編入され安食町が印旛郡の所属となる。
- 1955年（昭和30年）12月1日 - 布鎌村、安食町が合併し栄町が発足。栄町龍角寺になる。

## 世帯数と人口
2017年（平成29年）11月1日現在の世帯数と人口は以下の通りである。
| 大字   | 世帯数 | 人口  |
| ------ | ------ | ----- |
| 龍角寺 | 81世帯 | 195人 |

## 小・中学校の学区
町立小・中学校に通う場合、学区は以下の通りとなる。
| 地域 | 小学校           | 中学校           |
| ---- | ---------------- | ---------------- |
| 全域 | 栄町立酒直小学校 | 栄町立栄東中学校 |

## 大字内の風景

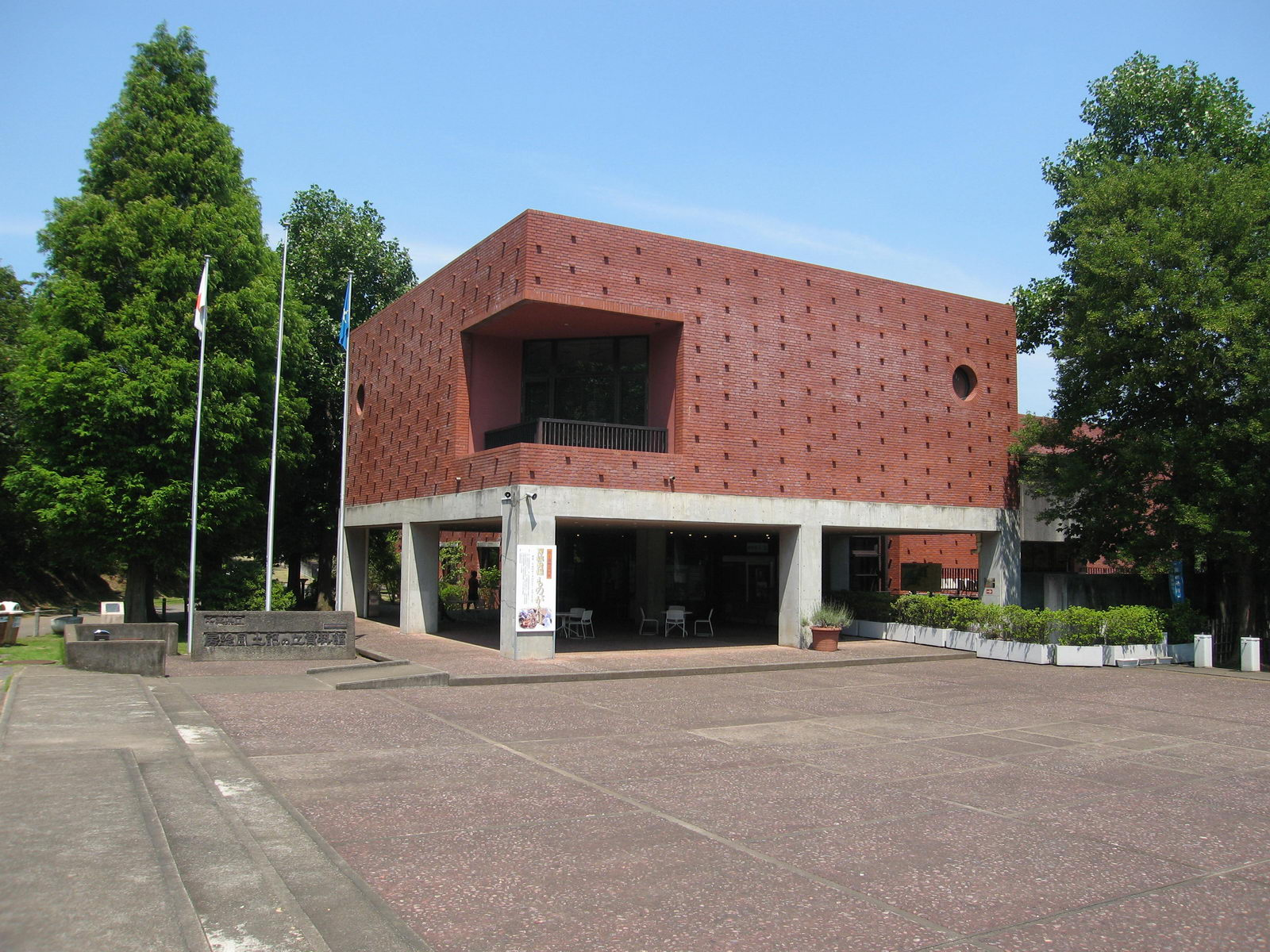
風土記の丘資料館
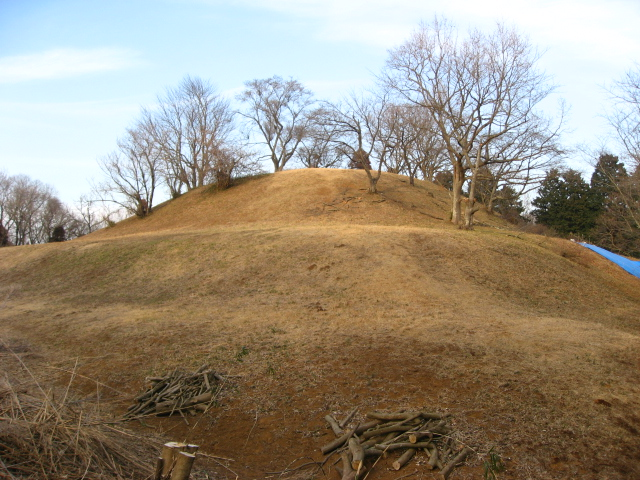
龍角寺岩屋古墳
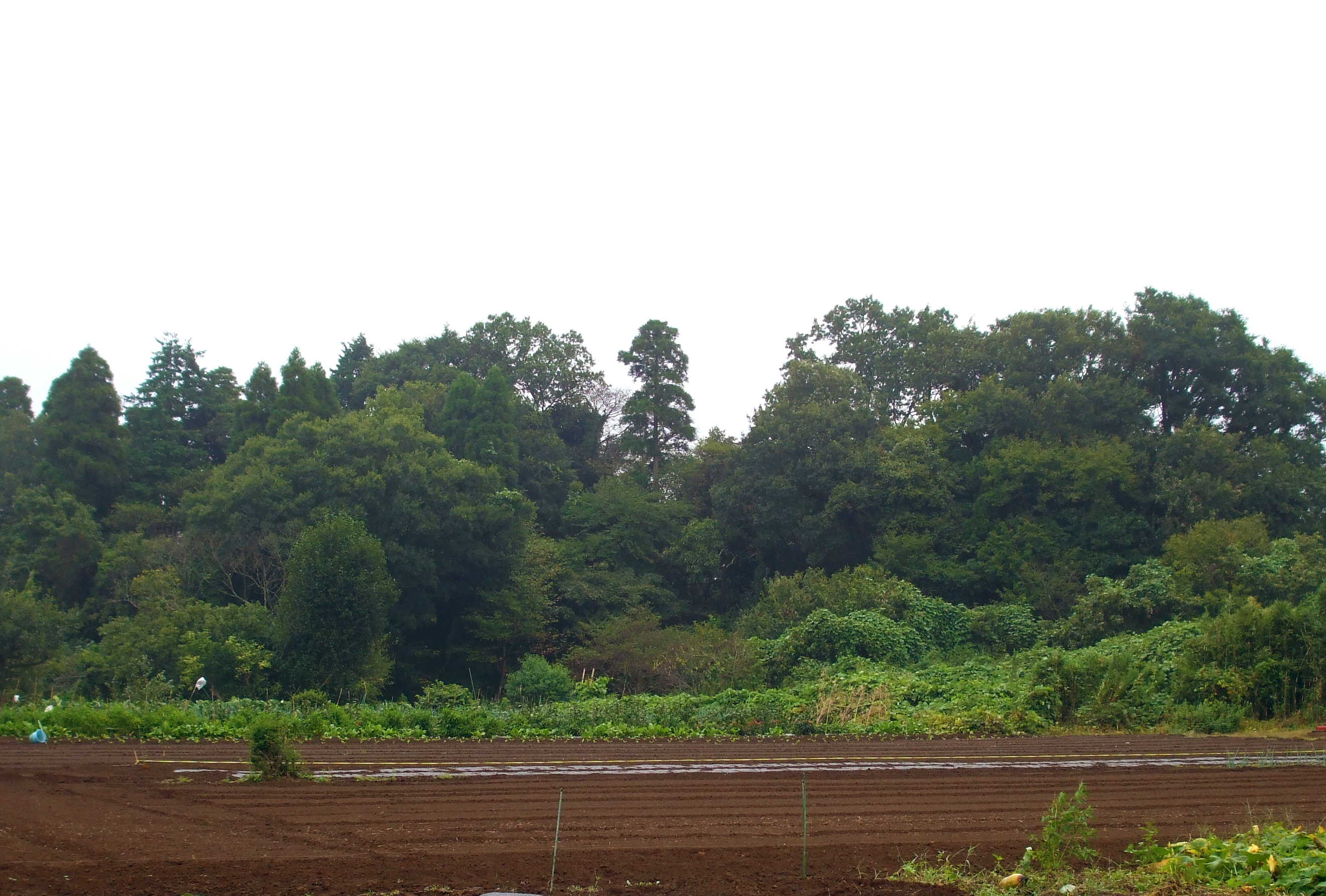
浅間山古墳
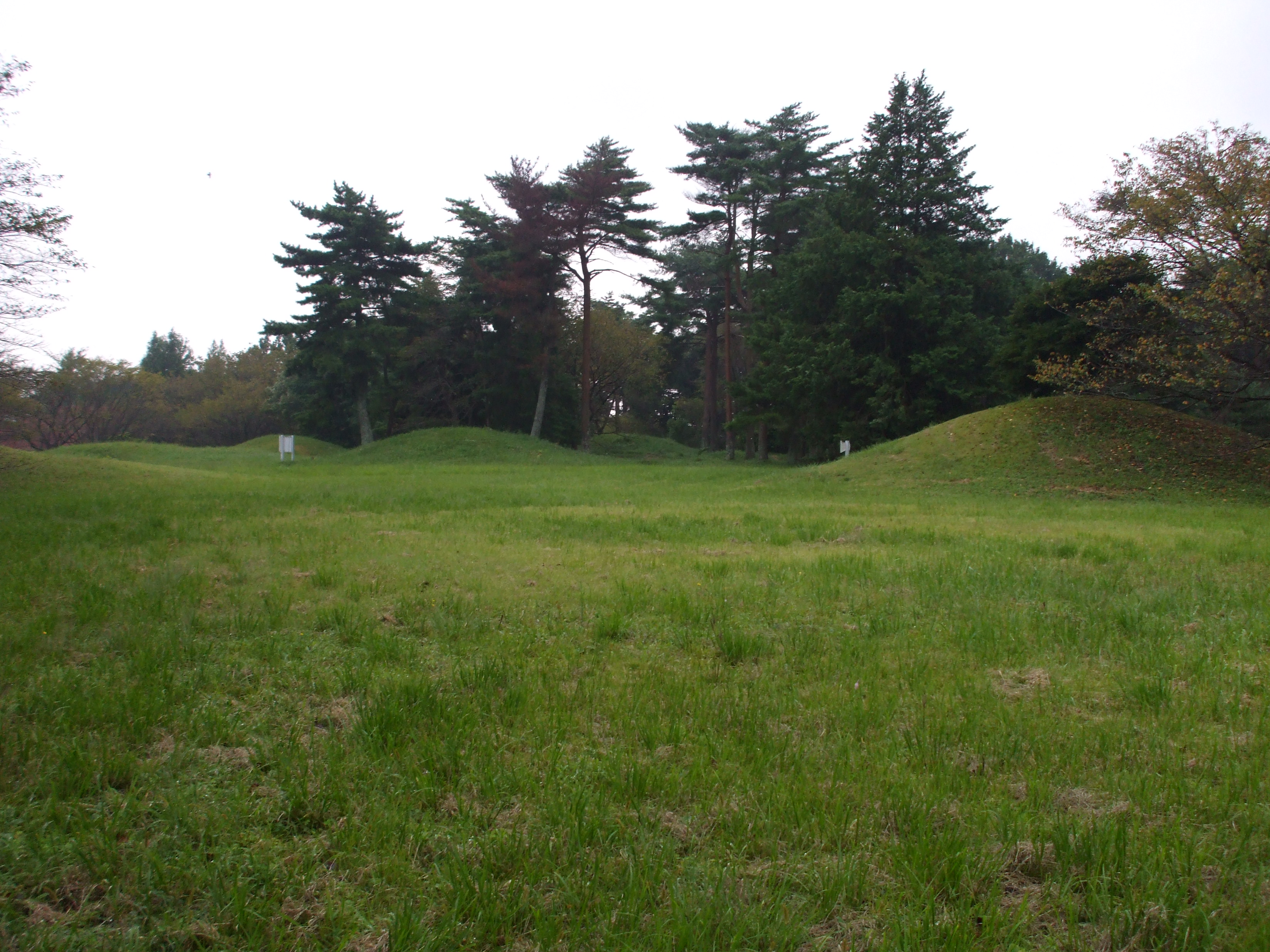
龍角寺古墳群
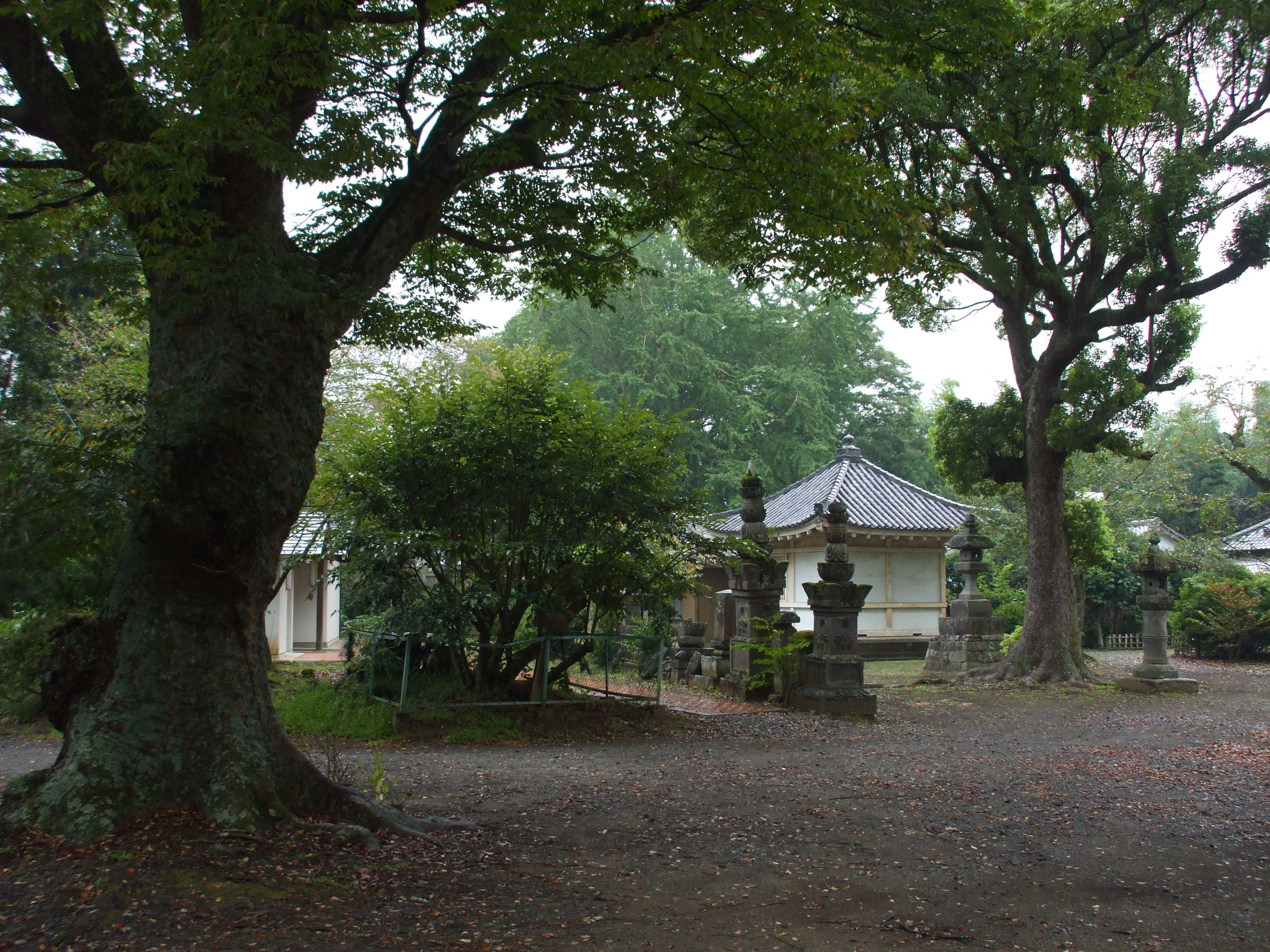
龍角寺境内

## 施設
- 栄町立酒直小学校
- 栄町立栄東中学校
- 龍角寺
- 八坂神社
- 粟島神社
- 千葉県立房総のむら
- 龍角寺集会所

## 史跡
- 龍角寺
- 龍角寺古墳群
  - 龍角寺岩屋古墳
  - 浅間山古墳

## 交通

### 道路
- 千葉県道18号成田安食線

### バス
- 千葉交通[8]
  - 安食竜角寺線（安食駅～竜角寺台車庫）
  - 安食イオン線（安食駅～イオンモール成田）
    - （安食駅） - 風土記の丘北口 - 房総のむら - （竜角寺台車庫）
- 栄町循環バス （コミュニティーバス、ニュー東豊が受託）
  - 安食循環ルート（安食駅～竜角寺台～安食駅）[9]
    - （安食駅） - 風土記の丘資料館前 - 学習院正堂前 - ドラムの里 - （竜角寺台） - 栄東中前 - 龍角寺入口 - 酒直小入口 - （安食駅）